# Batalla de Saint-Fulgent (1794)

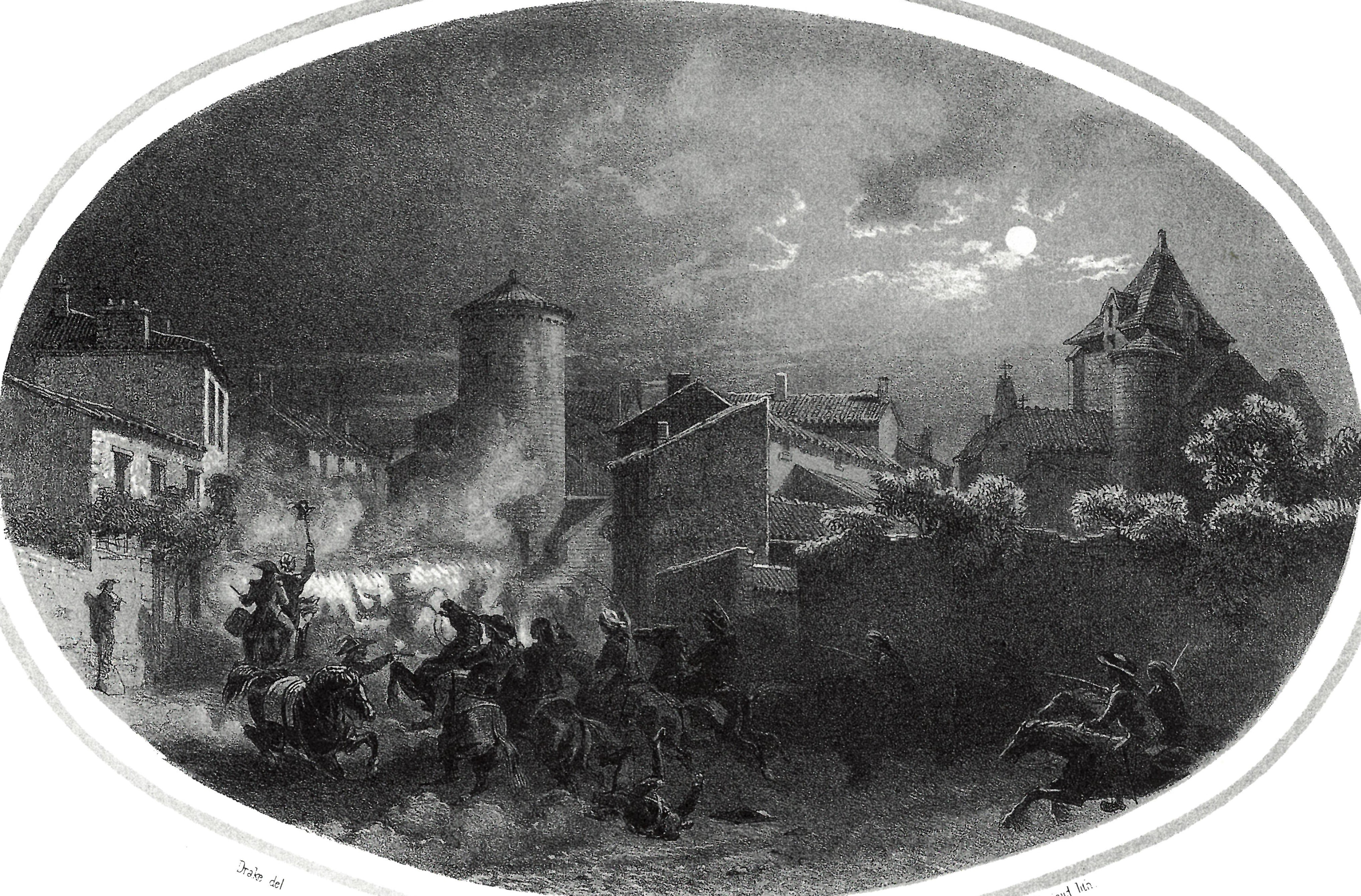
Batalla de Saint-Fulgent

Fou la primera Batalla de Saint-Fulgent durant la Revolta de La Vendée. El 9 de gener de 1794, els vendeans assalten la ciutat, però són expulsats l'endemà per reforços republicans.

## Batalla
El 9 de gener de 1794, els vendeans dirigits per Charette ataquen el poble de Saint-Fulgent. D'acord amb informes republicanes, els vendeans són forts de 2.000 a 3.000, però, en les seves memòries l'oficial vendeà Lucas de la Championnière escriu que durant aquest període eren "sovint no més d'un miler de dotze-cents homes. La guarnició, formada per batallons sense experiència de combat, va ser sorpresa mentre planta un arbre de llibertat. Els republicans van fugir immediatament i van aprofitar la nit per escapar dels seus perseguidors.
L'endemà al matí, un destacament republicà de Chantonnay, desconeixent la presa de Saint-Fulgent, va caure en una emboscada prop de la ciutat. Després d'haver estat descarregat, fugen immediatament, sense lluitar, i són perseguits al castell de L'Oie. Comença una nova baralla, els republicans són cops de nou i es retiren amb la pèrdua d'uns quants homes.
Els vendeans van tornar a Saint-Fulgent, però més tard del dia, a les sis del vespre, una columna republicana comandada pel adjutant general de cap de brigada Joba, secundada per l'adjudant general Dufour, va atacar la ciutat, va decidir agafar els Vendeans. La lluita té una durada de dues hores segons l'informe del general Bard, però segons Lucas de La Championnière, en un quart d'hora, els vendeans son posat en derrota i les seves forces es dispersen. Charette es troba refugiat al bosc de Grasla, amb part de les seves forces.

## Informe del general Bard sobre la batalla de Saint-Fulgent
| « | <<"Tinc el plaer d'anunciar-vos que el valent Joba acaba de derrotar per complet l'orde de Charette, reunit entre dos i tres mil homes a Saint-Fulgent que Charetle havia agafat el dia 9, perquè aquesta publicació no només es defensava per batallons de primera requisició. El vespre de les 10 i les 6 del matí, Joba els va atacar, la lluita va durar dues hores, i van ser derrotades. És la tercera vegada que Joba va dirigir aquest exèrcit fanàtic. L'Ajudant General Dufour camina de concert amb ell. No diré que Charette ja no existeix, però diré sincerament que el seu exèrcit està completament derrotat. Són escampats aquí i allà i no els donaré temps per formar noves reunions; Els perseguiré dia i nit. Aprenc ara que la columna de Joba va trobar les restes de l'exèrcit de Charette i que les va vèncer completament. Què no puc estar a la festa, i les meves ferides em van curar, per venjar-me del que em van fer davant de Cholet.">> | » |

- Informe del general Antoine Marie Bard, l'11 de gener a Chantonnay al ministre de guerra, Jean-Baptiste Bouchotte.

## La batalla de Saint-Fulgent en els records de Lucas de La Championnière
| « | <<"A Saint-Fulgent ens vam venjar de la darrera derrota. Un destacament de patriotes i unes quantes tropes de línia custodiaven el lloc. Els vam trobar ocupats amb l'exaltació d'un gran arbre de la llibertat; l'arbre aviat es va tombar i els republicans expulsats només van fugir durant la nit. M. Charette veient els seus soldats cansats i incapaços de guardar-se, deixaren que tots entressin a la ciutat i dormissin a la carretera principal acompanyats d'un nombre molt reduït; l'endemà al matí, un destacament que desconeixia l'aventura del dia abans procedia de Chantonay per substituir les de Saint-Fulgent; els vam deixar venir a nosaltres i aprofitant el seu error vam fer una descàrrega general sobre els quals no van respondre. Els vam perseguir fins a Quatre-Chemins sense poder arribar-hi, perquè corrien massa de pressa; tot i que a prop del castell d'Oie van voler resistir, però després d'haver perdut alguns homes van fugir de nou i se'ns va impedir perseguir-los més lluny. Feia molta fred; tot i així, vam passar tot el dia al mateix lloc. No sé per què el senyor Joly volia que anéssim als Essarts. En contra dels seus consells vam tornar a dormir a Saint-Fulgent i ens vam equivocar. Les dones ens van advertir que havien vingut gendarmes durant el dia i havien anunciat una gran companyia per l'endemà; van prescindir dels seus avisos i van descansar sense recel en la feina del dia. Tanmateix, una companyia de cavallers havia estat enviada a la carretera de Montaigu i es van precipitar. Diverses columnes van entrar al seu pas i ens van obligar a una lluita per a la qual no estàvem preparats. Tot just va durar un quart d'hora, cadascú va emprendre el recorregut enmig de la foscor i hom va fugir de tots els costats sense conèixer un lloc de reunió. El general va vagar tota la nit acompanyat només de deu homes i no va ser fins l'endemà que va reunir una part dels seus soldats al bosc de Grala. Diversos homes no es van unir fins a una quinzena de dies." | » |

- - Memòries de Pierre-Suzanne Lucas de La Championnière.